# Фазова маніпуляція

Сигнал модуляції (baseband), опорний сигнал (carrier, частота носія) і фазоманіпульований сигнал системи супутникової навігації NAVSTAR GPS

Фа́зова маніпуля́ція (ФМн, англ. Phase-shift keying (PSK)) — один з видів фазової модуляції, при якій фаза частоти-носія змінюється стрибкоподібно залежно від інформаційного повідомлення.

## Опис
Фазово-маніпульований сигнал має наступний вигляд:
{\displaystyle s_{m}(t)=g(t)\cos[2\pi f_{c}t+\varphi _{m}(t)],}
де:
{\displaystyle g(t)} визначає огинаючу сигналу; 
{\displaystyle \varphi _{m}(t)} є модулюючим сигналом. {\displaystyle \varphi _{m}(t)} може приймати  {\displaystyle M} дискретних значень
{\displaystyle f_{c}} — частота носія; {\displaystyle t} - час.
Якщо  {\displaystyle M=2}, то фазова маніпуляція називається двійковою фазової маніпуляцією (BPSK, B-Binary - 1 біт на 1 зміну фази), якщо {\displaystyle M=4} - квадратурною фазовою маніпуляцією (QPSK, Q-Quadro - 2 біта на 1 зміну фази), M = 8 (8-PSK - 3 біта на 1 зміну фази) і т. д. Таким чином, кількість біт  n, що передаються одним перестрибуванням фази, є степенем, до якого підноситься двійка при визначенні числа фаз потрібних для передачі двійкового числа n-го порядку.
Фазово-маніпульований сигнал {\displaystyle s_{i}(t)} можна розглядати як лінійну комбінацію двох ортонормованих сигналів {\displaystyle y_{1}} і {\displaystyle y_{2}}https://wikimedia.org/api/rest_v1/media/math/render/svg/7377c7399e662562cd420fa5c7ce49cfba574998}%5Bнедоступне+посилання+з+липня+2019%5D:
{\displaystyle S_{m}(t)=S_{1}Y_{1}+S_{2}Y_{2},}
де ,{\displaystyle Y_{1}(t)={\sqrt {\frac {2}{E_{g}}}}S_{1}(t)\cos[2\pi f_{c}t],}{\displaystyle Y_{2}(t)=-{\sqrt {\frac {2}{E_{g}}}}S_{2}(t)\sin[2\pi f_{c}t].}

Таким чином, сигнал {\displaystyle S_{m}(t)} можна вважати двомірним вектором {\displaystyle [S_{1}(m,\;M);\;\;S_{2}(m,\;M)]}. Якщо значення{\displaystyle S_{1}(m,\;M)} відкласти по горизонтальній осі, а значення {\displaystyle S_{2}(m,\;M)} - по вертикальній, то точки з координатами {\displaystyle S_{1}(m,\;M)}{\displaystyle S_{1}(m,\;M)} и {\displaystyle S_{2}(m,\;M)}https://wikimedia.org/api/rest_v1/media/math/render/svg/cdef20c7571c0e45304df2abbc50e45d2913d7ba [Архівовано 8 жовтня 2016 у Wayback Machine.] будуть утворювати просторові діаграми, показані на малюнках:

Двійкова фазова маніпуляція (BPSK)
Квадратурна фазова маніпуляція (QPSK)
Вісімкова фазова маніпуляція (8-PSK)

## Двійкова фазова маніпуляція

Фазове сузір'я для двійкової ФМн

Двійкова фазова маніпуляція (BPSK — англ. binary phase-shift keying) — найпростіша форма фазової маніпуляції. Робота схеми двійкової ФМн полягає в зміщенні фази коливань несучої частоти на одне з двох значень, нуль або (180°). Двійкову фазову маніпуляцію можна також розглядати як окремий випадок квадратурної маніпуляції (QAM-2).

### Когерентне детектування
Ця модуляція є найбільш завадостійкою з усіх видів ФМн, тобто при використанні бінарної ФМн ймовірність помилки при прийомі даних найменша. Однак кожен символ несе тільки 1 біт інформації, що обумовлює найменшу в цьому методі модуляції швидкість передачі інформації.
Імовірність помилки на біт (англ. BER - Bit Error Rate) при бінарної ФМн в каналі з адитивним білим гаусовим шумом (АБГШ) може бути обчислена за формулою:
{\displaystyle P_{b}=Q\left({\sqrt {\frac {2E_{b}}{N_{0}}}}\right),}
де
{\displaystyle Q(x)={\frac {1}{\sqrt {2\pi }}}\int \limits _{x}^{\infty }e^{-{\frac {t^{2}}{2}}}\,dt.}
На символ відводиться 1 біт, тому по цій же формулі обчислюється і ймовірність помилки на символ.
За наявності довільного зсуву фази, введеного каналом зв'язку, демодулятор не здатний визначити, яка точка сузір'я відповідає 1 і 0. В результаті дані часто диференційно кодуються до модуляції.

### Некогерентне детектирування
У разі некогерентного детектування використовується диференціальна двійкова фазова маніпуляція.

### Реалізація
Двійкові дані часто передаються з наступними сигналами :
{\displaystyle s_{0}(t)={\sqrt {\frac {2E_{b}}{T_{b}}}}\cos(2\pi f_{c}t)} для двійкового «0»;
{\displaystyle s_{1}(t)={\sqrt {\frac {2E_{b}}{T_{b}}}}\cos(2\pi f_{c}t+\pi )=-{\sqrt {\frac {2E_{b}}{T_{b}}}}\cos(2\pi f_{c}t)} для двійкової «1»;
де {\displaystyle f_{c}} — частота носія.
У цифрових системах передачі інформації часто використовується різновид фазової маніпуляції — відносно-фазова маніпуляція. При відносно-фазовій маніпуляції фаза гармонічного сигналу встановлюється в момент коли завершується інтервал часу представлення попереднього символу й починається інтервал часу представлення наступного символу. При цьому фаза гармонічного сигналу встановлюється відносно попереднього значення за таким правилом: фаза змінюється на π, якщо наступним символом є «1». Якщо ж наступним йде символ «0», то фаза не міняється. При цьому до початку передачі інформаційного сигналу (в даному випадку кодової комбінації) має бути переданим відрізок гармонічного сигналу, який називатимемо опорним сигналом. Опорний сигнал дозволяє «розпізнати» перший символ кодової комбінації.

## Когерентне детектування
Ця модуляція є найбільш завадостійкою з усіх видів ФМ, тобто при використанні бінарної ФМ ймовірність помилки при прийомі даних найменша. Однак кожен символ несе тільки 1 біт інформації, що обумовлює найменшу в цьому методі модуляції швидкість передачі інформації.Ця модуляція є найбільш завадостійкою з усіх видів ФМ, тобто при використанні бінарної ФМ ймовірність помилки при прийомі даних найменша. Однак кожен символ несе тільки 1 біт інформації, що обумовлює найменшу в цьому методі модуляції швидкість передачі інформації.
При когерентному детектуванню ймовірність помилки на біт для QPSK така ж, як і для BPSK:
{\displaystyle P_{b}=Q\left({\sqrt {\frac {2E_{b}}{N_{0}}}}\right).}
Однак, так як в символі два біта, то значення символьної помилки зростає:
{\displaystyle P_{s}=1-(1-P_{b})^{2}=2Q\left({\sqrt {\frac {E_{s}}{N_{0}}}}\right)-Q^{2}\left({\sqrt {\frac {E_{s}}{N_{0}}}}\right).}
При високому відношенні сигнал / шум (це необхідно для реальних QPSK систем) ймовірність символьної помилки може бути оцінена приблизно за такою формулою:
{\displaystyle P_{s}\approx 2Q\left({\sqrt {\frac {E_{s}}{N_{0}}}}\right).}
Некогерентного детектування:
У разі некогерентного детектування використовується диференціальна двійкова фазова маніпуляція.

## Квадратурна фазова маніпуляція
При квадратурній фазової маніпуляції (англ. Quadrature Phase Shift Keying, QPSK, або 4-PSK) використовується сузір'я з чотирьох точок, розміщених на однаковій відстані на окружності. Використовуючи 4 фази, в QPSK на символ доводиться два біта, як показано на малюнку. Аналіз показує, що швидкість може бути збільшена вдвічі відносно BPSK при тій же смузі сигналу, або залишити швидкість колишньої, але зменшити смугу вдвічі.
Хоча QPSK можна вважати квадратурною маніпуляцією (QAM-4), іноді її простіше розглядати у вигляді двох незалежних модульованих носіїв, зсунутих на 90°. При такому підході парні (непарні) біти використовуються для модуляції синфазної складової {\displaystyle I}, а непарні (парні) - квадратурної складової носія {\displaystyle Q}. Так як BPSK використовується для обох складових носія, то вони можуть демодулюватися незалежно.

## Некогерентне детектування
Як і при BPSK, існує проблема невизначеності початкової фази в приймачі. Тому при некогерентному детектуванні QPSK з диференціальним кодуванням на практиці використовується частіше.
Відмінність QPSK від перших видів модуляції (АМ, ЧМ) в тому, що щільність переданої інформації в розрахунку на частотну ширину каналу (нсимволів, на герц) вище одиниці.
Наприклад, в АМ щільність значно менша одиниці (0,1-0,001 біт / Гц) - це пов'язано з необхідністю накопичення енергії в фільтрах в перших малочутливих приймачах. У ЧМ цей показник наближається до одиниці (0,1-1) біт / символ (біт / Гц). Наприклад в GMSK, що застосовується в GSM щільність інформації дорівнює 1.
Цей вид модуляції використовується, наприклад, в стандарті стільникового зв'язку CDMA2000 1X EV-DO.

## π/4-QPSK

Фазовий сузір'я для вісімковій ФМн

Зображені тут два окремі сузір'я використовують кодування Грея, які повернуті на 45 ° відносно один одного. Зазвичай, парні і непарні біти використовуються для визначення точок відповідного сузір'я. Це призводить до зменшення максимального стрибка фази з 180 ° до 135 °.
З іншого боку, використання π / 4-QPSK призводить до простої демодуляції і внаслідок чого вона використовується в системах стільникового зв'язку з часовим поділом каналів.